# Lituaria valenciennesi
Lituaria valenciennesi is een Pennatulaceasoort uit de familie van de Veretillidae. De wetenschappelijke naam van de soort is voor het eerst geldig gepubliceerd in 1984 door d'Hondt.